# Fredrika Bremerová
Fredrika Bremerová (17. srpna 1801 Turku – 31. prosince 1865 Zámek Årsta) byla finsko-švédská spisovatelka a feministka. Svá díla psala švédsky, někdy byla nazývána "švédskou Jane Austenovou". Přivedla k vrcholu švédský literární realismus, zejména ve své třídílné prvotině Teckningar utur vardagslivet (1828–1831, možný překlad: Skicy všedního života) Její román Hertha podnítil hnutí, které přiznalo neprovdaným švédským ženám ve věku 25 let legální plnoletost. Hnutí pak také založilo první švédskou ženskou školu terciárního vzdělávání. Kniha také inspirovala první švédský ženský časopis. V roce 1884 po ní byla pojmenována první organizace bojující za práva žen ve Švédsku: Asociace Fredriky Bremerové.

## Život
Narodila se ve švédsky mluvící finské rodině na panství Tuorla u města Åbo (nyní Turku, Finsko). Byla druhým dítětem ze sedmi dětí. Prarodiče Jacob a Ulrika Bremerovi vybudovali jedno z největších obchodních impérií ve švédském Finsku. Když byly Fredrice tři roky, rodina se přestěhovala do Stockholmu. Následující rok koupila zámek Årsta, asi 30 kilometrů vzdálený od hlavního města.
Fredrika a její sestry byly vychovávány ke sňatku. Dostalo se jim vzdělání, které bylo v té době pro dívky z jejich třídy běžné, tedy u soukromých učitelů. Měly možnost cestovat, navštívily Německo, Švýcarsko, Francii a Nizozemsko. Frederika byla talentovanou miniaturistkou a studovala francouzštinu, angličtinu a němčinu. Francouzskou poezii psala již v osmi letech, ale pobyt v Paříži ji zklamal a od francouzské kultury se odvrátila.
Během dětství byla považována za neohrabanou a vzpurnou. Omezený a pasivní život švédských žen Frederika považovala za dusivý a frustrující. Popsala svou rodinu jako "pod útlakem mužské železné ruky". Během pobytu ve Stockholmu měly dívky například zakázáno hrát si venku. "Vyšíváním věčného a šedého límce jsem se stávala stále více otupělou... Jen pocit trýzně neotupěl. Zhoršovalo se to den ode dne, jako mráz během rostoucí zimy. Oheň mé duše úzkostlivě plápolal s jediným přáním – navždy vyhasnout.," napsal o tom později. Nakonec u ní propukla deprese. Její odhodlání najít si práci v jedné ze stockholmských nemocnic bylo zmařeno, ale úlevu našla alespoň v charitativní práci na rodinném panství v Årstě.
Její sociální práce byla rovněž začátkem její literární kariéry. V roce 1828 začala psát a hledat vydavatele s cílem získat knihami finanční prostředky pro svou charitativní činnost. Její Skicy všedního života byly publikovány jako anonymní seriál v letech 1828 až 1831 a staly se okamžitým úspěchem a zlepšily také její psychický stav. Švédská akademie jí udělila svou menší zlatou medaili 1. ledna 1831. V psaní pak pokračovala po zbytek svého života.
Úspěch a touha pokračovat v psaní ji přivedly ke studiu literatury a filozofie. Anglická přítelkyně Frances Lewinová ji seznámila s Benthamovým utilitarismem, načež přijala řadu názorů, jež lze řadit k politickému liberalismu. Na podzim roku 1831 začala navštěvovat soukromé hodiny u Pera Johana Böklina (1796-1867), reformního pedagoga a ředitele školy v Kristianstadu. Böklin ovlivnil její estetický názor, posunul ji od ideálů klasicismu reprezentovaných Herderem či Schillerem k romantismu. Böklin se však do ní rovněž zamiloval a nabídl jí sňatek. Bremerová váhala, načež se Böklin, možná z uražené ješitnosti, narychlo oženil s jinou ženou. To ji společensky poškodilo. Stáhla se ze stockholmského společenského života a nikdy se již nevdala. S Böklinem si přesto do konce života dopisovala. Pod jeho vlivem napsala především texty Prezidentovy dcery (1834) a Nina (1835).
Krizi s neúspěšným sňatkem se rozhodla vyřešit tím, že se na pět let přestěhovala do Norska, kde byla hostem své přítelkyně hraběnky Stiny Sommerheilmové. Původně plánovala pracovat jako zdravotní sestra v jedné z místních nemocnic, ale nakonec se vrátila k literatuře. Hraběnčiny příběhy o starší příbuzné ji inspirovaly ke knize Sousedé (1837). Pod Goethovým vlivem (s nímž se i osobně setkala) vznikl román Domov (1839). Po hraběnčině smrti se Bremerová v roce 1840 vrátila do Stockholmu.
Její situace byla však složitá. Podle švédského občanského zákoníku z roku 1734 byly všechny neprovdané ženy považovány za "nezletilé" a pod opatrovnictvím svého nejbližšího mužského příbuzného, dokud se neprovdaly. Pouze ovdovělé a rozvedené ženy byly automaticky "plnoleté". Podle tohoto zákona byla ona i její neprovdaná sestra Agathe od smrti svého otce svěřenkyněmi svého staršího bratra, který měl ze zákona úplnou kontrolu nad jejich financemi. To se jim velmi nelíbilo, protože jejich bratr byl nezodpovědný hýřil, který utrácel rodinné jmění. Jediným řešením situace bylo přímé odvolání se ke králi. Podobné petice byly běžné zvláště u podnikatelek. A sestry Bremerovy u krále rovněž uspěly. V roce 1840 jim byla králem formálně udělena všechna práva "zletilé" ženy.
Zimu 1841–42 strávila sama na zámku Årsta, kde dokončila traktát Ranní hlídky (1842), ve kterém představila svou osobní podobu náboženské víry. Víru přitom považovala za věc rozumu. Text vyvolal určitý odpor, ale byla podpořena spisovateli Erikem Gustafem Geijerem a Esaiasem Tegnérem. Šlo zároveň o její první dílo, které podepsala svým vlastním jménem, což z ní okamžitě udělalo literární celebritu. V roce 1844 jí Švédská akademie udělila větší zlatou medaili.
V roce 1842 Bremerová ukončila izolaci, ve které žila od Böklinova sňatku, a vrátila se do švédských společenských kruhů. Začala také znovu cestovat, nejprve po Švédsku a poté zamířila i do zahraničí. Z cest psala také cestopisy. V cizině začala být populární i její díla, ba rychle se v Německu, Anglii a zvláště ve Spojených státech stala oceňovanější než ve Švédsku. Díky tomu byla velmi vřele přijata v zámoří, které ji velmi zajímalo kvůli otázce, jaký vliv má demokracie na ženy a jejich postavení. V USA se setkala s Ralphem Waldo Emersonem, Henrym Wadsworthem Longfellowem, Jamesem Russellem Lowellem, Nathanielem Hawthornem a Washingtonem Irvingem. S organizací cesty jí velmi pomohl i její obdivovatel Walt Whitman. Ameriku přímo systematicky studovala, navštívila kvakerské komunity ve středoatlantických státech, na jihu zkoumala podmínky černých otroků, na Středozápadě indiánů. Jasně přitom dala najevo své abolicionistické smýšlení. Stejně jako její vzor v této věci, Alexis de Tocqueville, rovněž navštěvovala americké věznice a hovořila s vězni. Poté navštívila španělskou Kubu. V Americe strávila dva roky (1849-1851). Rozsáhlé dopisy sestře, které v té době psala, později vyšly pod názvem Domovy v Novém světě (Hemmen i den nya världen). Strávila pak podobně šest týdnů v Británii, kde se setkala s Elizabeth Gaskellovou, Charlesem Kingsleym a George Eliotovou. Čtyřikrát navštívila Světovou výstavu 1851, která na ní udělala velký dojem. Její série článků o Anglii pro Aftonbladet později (1922) vyšla knižně pod názvem Anglie v roce 1851 (England om hösten år 1851).
Po návratu do Švédska se pokusila zapojit ženy ze střední a vyšší třídy do sociální práce podobné té, kterou viděla v Americe a Anglii. Spoluzaložila Stockholmskou ženskou společnost pro péči o děti (Skyddsmödraförening nebo Stockholms Fruntimmersförening för Barnavård) na pomoc sirotkům po epidemii cholery v roce 1853 a Ženskou společnost pro morální povznesení vězenkyň (Fruntimmersällskapet för Fångars Förbättring). Dne 28. srpna 1854 reagovala na krymskou válku pacifistickou výzvou, kterou publikovaly i londýnské Timesy.
V roce 1856 vydala svůj přelomový román Hertha. Šlo o zjevný "literární aktivismus", beletrizovaný útok na postavení dospělých neprovdaných žen ve Švédsku. Tato kniha vyvolala společenskou diskusi známou jako Herthadiskussionen. Téma se v roce 1858 dostalo do parlamentu. Tam byl starý systém reformován tak, aby umožňoval neprovdaným dospělým ženám ve věku 25 let podat žádost o zrovnoprávnění k nejbližšímu soudu. O pět let později byla legislativa revidována a všechny neprovdané ženy byly považovány zletilé ve věku 25 let automaticky. Román také úspěšně nastolil otázku "ženské univerzity". Výsledkem bylo otevření Högre Lärarinneseminariet, státní vysoké školy pro vzdělávání učitelek, v roce 1861.
"Herthiny diskuse" se sama Bremerová neúčastnila, neboť v té době již znovu cestovala. Navštívila Švýcarsko, Belgii, Francii, Itálii, Maltu, Cařihrad, Svatou zemi a Řecko. Tato velkolepá výprava trvala pět let. Do Stockholmu se vrátila 4. července 1861. Její zpráva o cestě vyšla v šesti svazcích pod názvem Život ve Starém světě (Livet i Gamla Världen).
Po návratu pokračovala ve svých charitativních projektech (pomohla například Johanně Berglindové financovat Tysta Skolan, školu pro hluchoněmé) a pomáhala i s redakcí prvního ženského časopisu ve Skandinávii nazvaného Tidskrift för hemmet, který Sophie Adlersparreová založila během její nepřítomnosti, inspirována Herthou. V roce 1862 Bremerová absolvovala svou poslední zahraniční cestu, do Německa. V roce 1862 také podpořila ideu volebního práva žen. Ve stejném roce bylo ženám uděleno volební právo v komunálních volbách.
První skutečné hnutí za práva žen ve Švédsku, Asociace Fredriky Bremerové (Fredrika Bremer Förbundet), založila Sophie Adlersparreová v roce 1884. Ženský časopis Hertha, pojmenovaný podle románu, byl založen v roce 1914. Její dílo bylo přesto na konci 19. století spíše zapomenuto. V roce 1948 švédský kritik Algot Werin napsal, že Bremerová "žije již jen jako symbol". Její romány však byly znovuobjeveny švédskými feministkami ve druhé polovině 20. století a procházejí kritickým přehodnocením.